# Hartungviken och Spikarna
Hartungviken och Spikarna – miejscowość (tätort) w Szwecji, w regionie administracyjnym (län) Västernorrland, w gminie Sundsvall.
Według danych Szwedzkiego Urzędu Statystycznego liczba ludności wyniosła: 400 (31 grudnia 2015), 454 (31 grudnia 2018) i 488 (31 grudnia 2019).